# アレックス・ブレンデミュール
アレックス・ブレンデミュール（Àlex Brendemühl、1972年11月27日 - ）は、スペイン・バルセロナ出身の俳優。父親はドイツ人、母親はカタルーニャのスペイン人で、カタルーニャ語、スペイン語、ドイツ語、英語、フランス語を話す。

## 略歴
4歳から英語を学び、バルセロナ・ドイツ人学校に通う。
バルセロナの演劇学校で学士号を取得するとともに、ファゴットとサクソフォーンの音楽理論を学ぶ。
舞台俳優としてキャリアをスタートさせ、その後、テレビや映画に出演するようになる。
2007年の映画『Yo』と『Die Stille vor Bach』で2008年のサン・ジョルディ映画賞の最優秀男優賞、2008年の映画『Les dues vides d'Andrés Rabadán』で2010年のガウディ賞の最優秀男優賞を受賞するなど、様々な映画賞を受賞している。
初監督作品となる短編映画『Rumbo a peor』が2009年のカンヌ国際映画祭に正式出品されている。

## 主な出演作品
- 逃亡者 スチール・イン・ザ・ダーク  Mar rojo (2005) ※テレビ映画
- 激情 Rabia (2009)
- ペインレス Insensibles (2012)
- 見知らぬ医師 Wakolda (2013) ※日本劇場未公開
- あなたのママになるために Ma ma (2015) ※日本劇場未公開、WOWOWにて放映
- しあわせな人生の選択 Truman (2015)
- ローマ法王になる日まで Chiamatemi Francesco - Il Papa della gente (2015)
- 愛を綴る女 Mal de pierres (2016)
- 7年間 7 años (2016) ※日本劇場未公開、Netflixで配信
- 永遠のジャンゴ Django (2017)
- 未来を乗り換えた男 Transit (2018)
- ペトラは静かに対峙する Petra (2018)
- タートオルト Tatort (2019) ※テレビシリーズ、ゲスト出演
- おもかげ Madre (2019)
- 伝えたかった、アイラブユー Toutes ces choses qu'on ne s'est pas dites (2022) ※テレビシリーズ
- レッド・クイーン Reina Roja (2024) ※テレビシリーズ
- フューリー:闇の番人 Furies (2024) ※テレビシリーズ